# Ciudad Antigua
Ciudad Antigua est une municipalité nicaraguayenne du département de Nueva Segovia au Nicaragua.

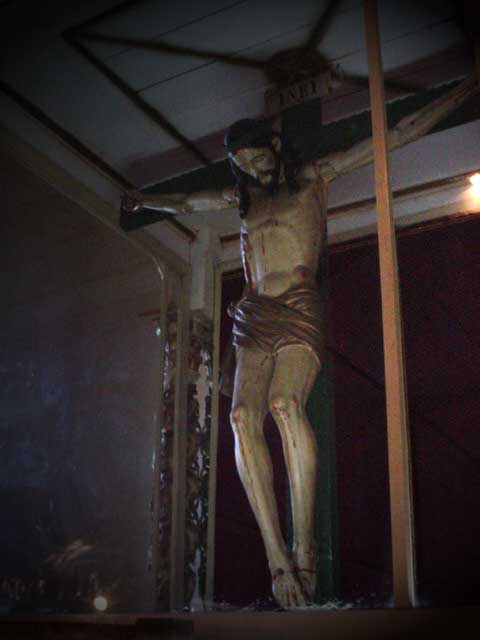
Notre Seigneur des Miracles de Ciudad Antigua, saint patron de la municipalité